# Cao Thừa Dũng
Cao Thừa Dũng (tiếng Trung: 高承勇; 10 tháng 11 năm 1964 – 3 tháng 1 năm 2019) là một kẻ giết người và hiếp dâm hàng loạt người Trung Quốc. Anh ta chặt thi thể của các nạn nhân, vì vậy anh ta có biệt danh là "Jack Đồ tể Trung Quốc" trên các phương tiện truyền thông Trung Quốc. Cao được cho là đã giết 11 phụ nữ từ năm 1988 đến 2002.
Bị kết án tử hình và bị tước hết tài sản, hung thủ bị xử tử bằng một phương thức không được tiết lộ vào tháng 1 năm 2019.

## Giết người
Trong vòng 14 năm, Cao đã hiếp dâm, sát hại và chặt thi thể 11 phụ nữ: 9 người ở Bạch Ngân, tỉnh Cam Túc và 2 người ở Bao Đầu, Nội Mông. Nạn nhân nhỏ nhất chỉ mới tám tuổi. Vụ giết người đầu tiên được cho là bắt nguồn từ một cửa hàng tạp hóa mà Cao cùng vợ quản lý ở Bạch Ngân. Cao thường gây án vào ban ngày, mục tiêu mà hung thủ nhắm đến là những phụ nữ mặc đồ màu đỏ, anh ta sẽ theo dõi nạn nhân về nhà rồi ra tay sát hại.
Cao cưỡng hiếp nạn nhân khi họ còn sống. Cao đã cắt bỏ cơ quan sinh dục của một số phụ nữ sau khi gây án và cắt tay và ngực của ít nhất một nạn nhân, khiến giới truyền thông so sánh với kẻ giết người hàng loạt chưa rõ danh tính Jack the Ripper, kẻ đã thực hiện ít nhất 5 vụ giết người ở East End của Luân Đôn vào những năm 1880. Anh ta cũng đã cướp của từ các nạn nhân của mình.
Vợ của Cao nói rằng cô nhận thấy rằng chồng mình thường rời khỏi nhà trong nhiều ngày liền; tuy nhiên cô không bao giờ nghi ngờ anh ta là một kẻ giết người hàng loạt. Vì Cao luôn về nhà cùng với một số tiền, cô cho rằng chồng mình rời đi để làm công việc lặt vặt.

## Bắt giữ, kết án và tử hình
Cảnh sát liên kết 11 vụ giết người lần đầu tiên vào năm 2004 và đưa ra mức thưởng 200.000 nhân dân tệ. Gao tránh bị bắt cho đến khi chú của anh bị bắt vì một tội nhẹ, không liên quan. Trong quá trình xét nghiệm DNA, một mối quan hệ gia đình thân thiết với kẻ giết người đã được thiết lập. Cao sau đó bị bắt tại cửa hàng tạp hóa nơi mình làm việc ở Bạch Ngân vào ngày 26 tháng 8 năm 2016. Theo Bộ Công an, Cao đã thú nhận 11 vụ giết người. Cao bị kết án tử hình và bị tước hết tài sản vào ngày 30 tháng 3 năm 2018, và bị xử tử vào ngày 3 tháng 1 năm 2019; phương pháp thực hiện không được tiết lộ.

## Đời tư
Cao đã kết hôn và có hai con. Cao đến từ thị trấn Khánh Thành, Du Trung, Lan Châu, Cam Túc.